# Stęp (anatomia)
Stęp (łac. tarsus) – część ciała u kręgowców, łącząca stopę z golenią. W zależności od gatunku zwierzęcia w skład stępu wchodzi od 5 do 7 kości ułożonych w 3 rzędy.

## Stęp człowieka
kość skokowa
     kość piętowa
     kość łódkowata
     kość sześcienna
     kości klinowate: kość klinowata przyśrodkowa, kość klinowata pośrednia, kość klinowata boczna
U człowieka stęp składa się z siedmiu kości. Są one ułożone w ten sposób, że z dwóch tylnych, kości skokowej i piętowej, pierwsza położona jest nie obok drugiej, lecz na drugiej, a cztery przednie, kość sześcienna i trzy kości klinowate, leżą obok siebie w jednym rzędzie przed obiema kośćmi tylnymi. Siódma kość stępu, kość łódkowata, wsuwa się między kości klinowate a kość skokową.
Obie tylne kości rozwojowo odpowiadają czterem kościom szeregu bliższego nadgarstka, cztery przednie zaś, które do przodu łączą się z pięcioma kośćmi śródstopia i tworzą szereg dalszy kości stępu, rozwojowo odpowiadają szeregowi dalszemu kości nadgarstka. Kość łódkowata stępu znajduje swój odpowiednik w nadgarstku tylko we wczesnych stadiach rozwojowych, w postaci chrzęstnej kości środkowej nadgarstka (łac. os centrale carpi), która zlewa się następnie z chrzęstnym zawiązkiem kości łódeczkowatej nadgarstka, lub też zanika. Kość skokowa stępu odpowiada kości łódeczkowatej i kości księżycowatej nadgarstka, kość piętowa – kości trójgraniastej i kości grochowatej nadgarstka.